# Ширау
Ширау (нем. Schierau) — деревня в Германии, в земле Саксония-Анхальт, входит в район Анхальт-Биттерфельд в составе городского округа Рагун-Йесниц.
Население составляет 845 человек (на 31 декабря 2008 года). Занимает площадь 29,82 км².

## История
Первое упоминание о поселении относится к 1382 году.
1 января 2010 года, после проведённых реформ, Ширау вошёл образованный городской округ Рагун-Йесниц в качестве района. В этот район также вошли деревни: Мёст, Нисау, Приорау.

## Известные уроженцы
- Филипп фон Цезен — немецкий поэт.

## Галерея

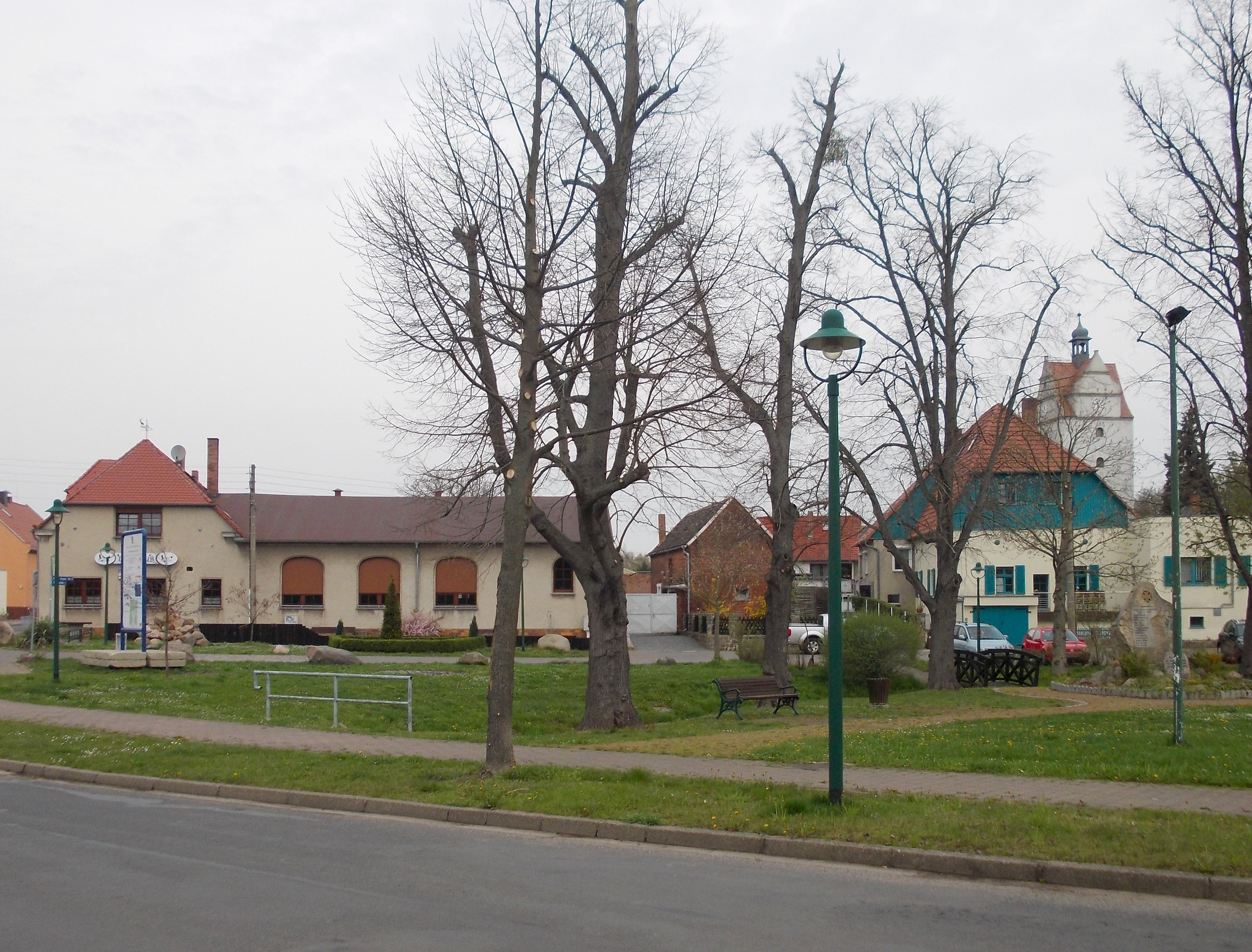
Центральная площадь Ширау
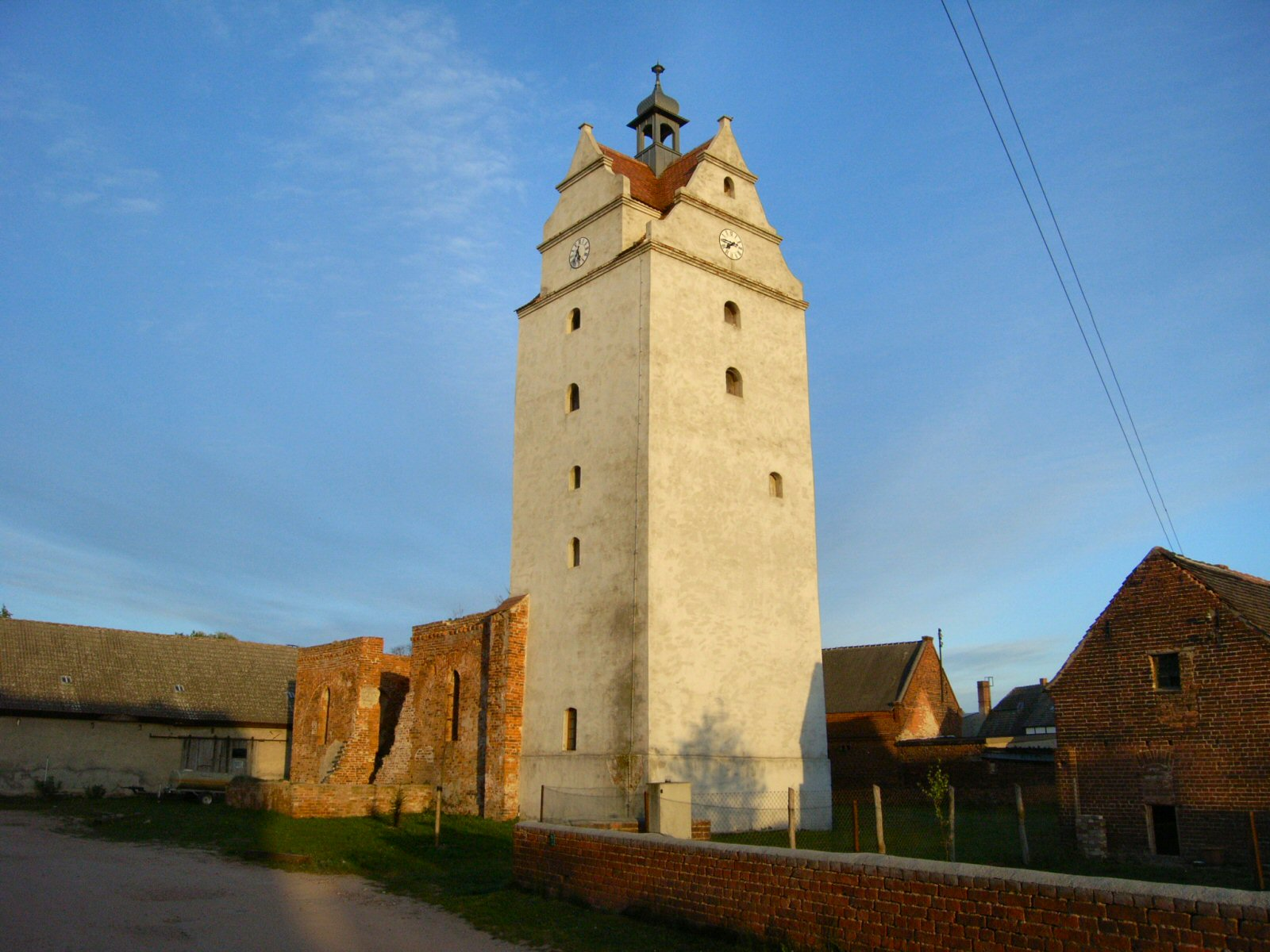
Реставрируемая церковь в Ширау
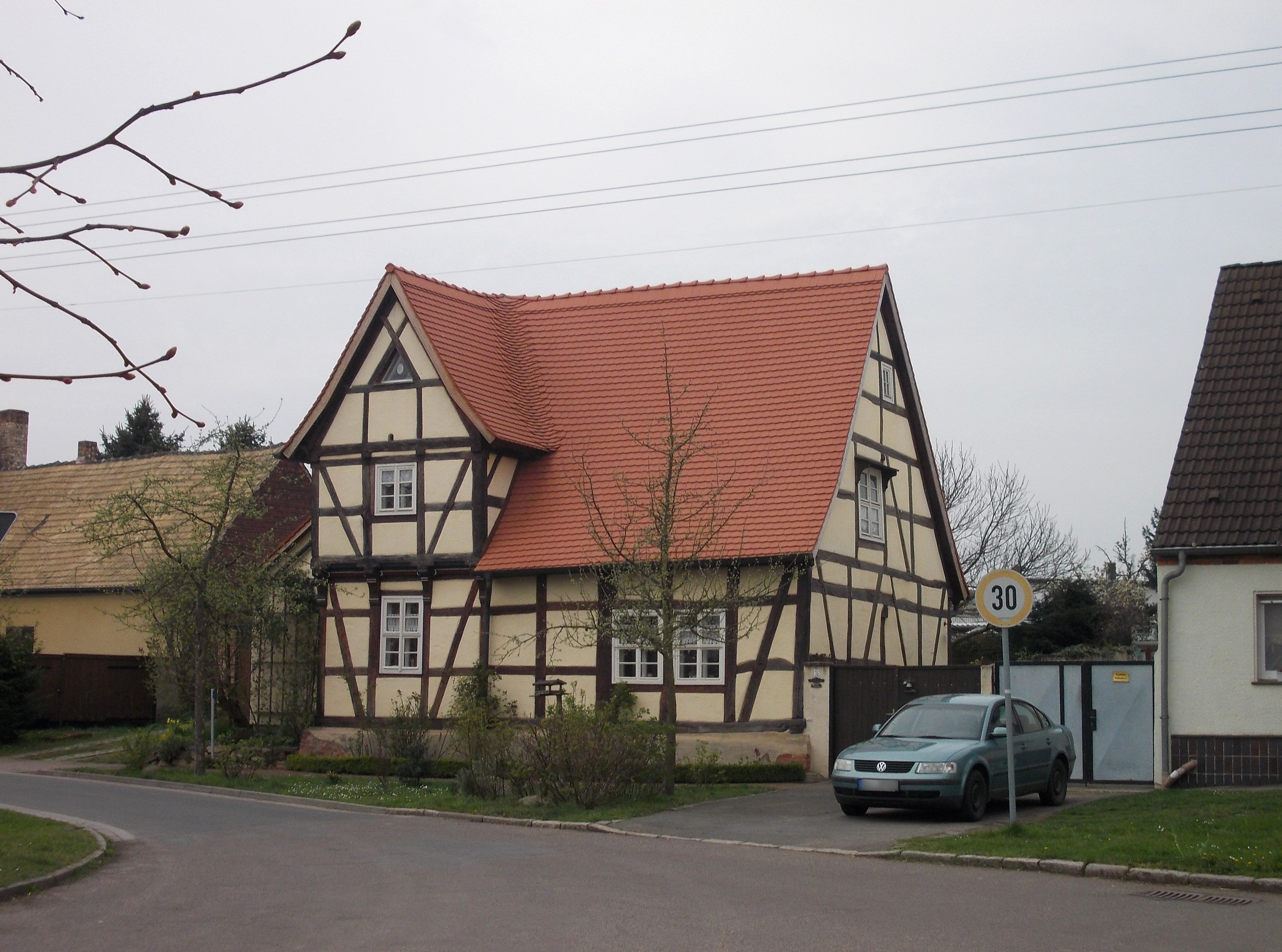
Фахверковый дом в Ширау
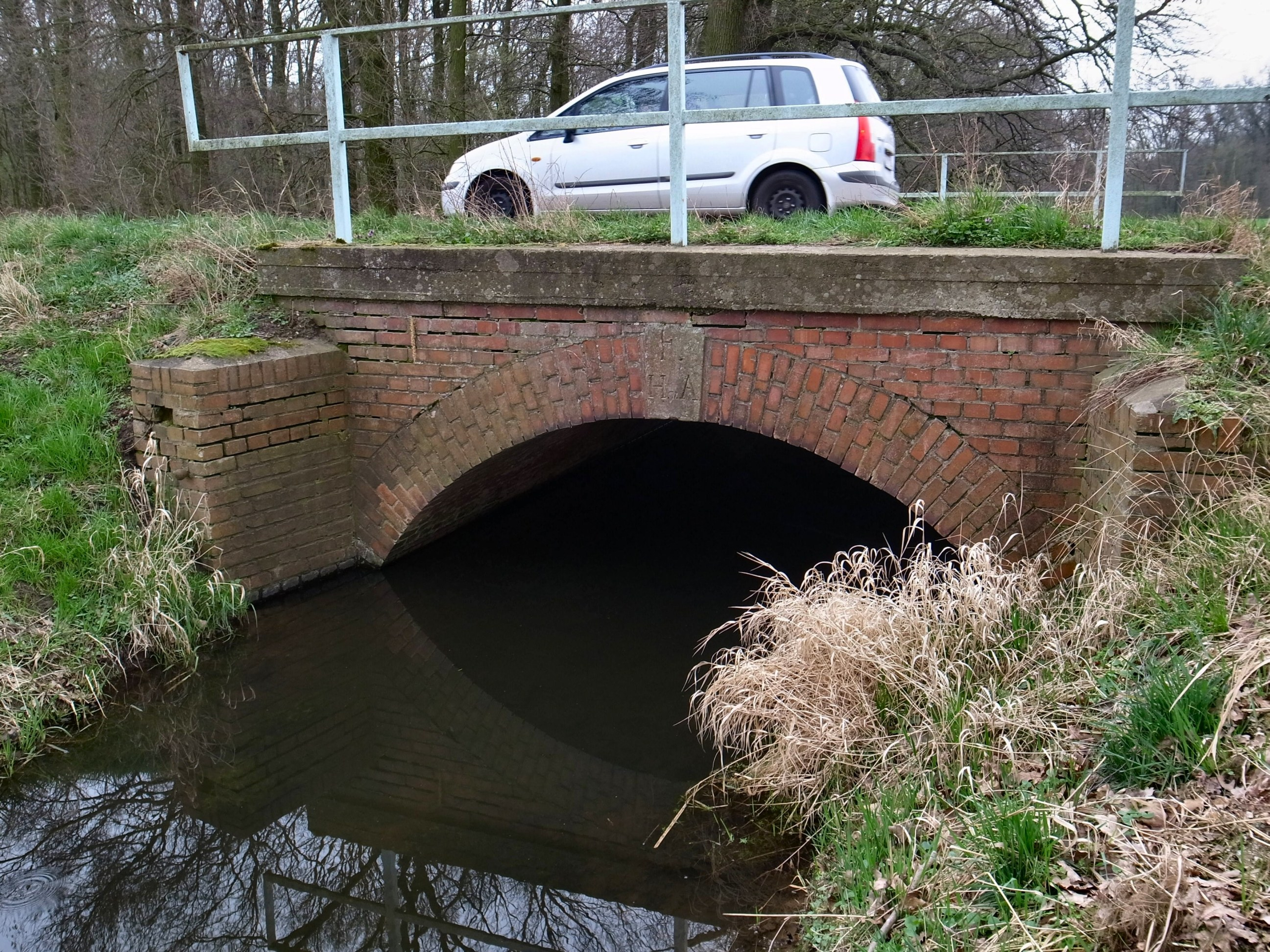
Исторический мост вблизи Нисау